# آرثر كامبل بيرت
آرثر كامبل بيرت هو سياسي كندي، ولد في 17 نوفمبر 1892 في كندا، وتوفي بنفس المكان في 6 أبريل 1950. حزبياً، نشط في حزب أونتاريو المحافظ التقدمي. وقد انتخب عضو برلمان مقاطعة أونتاريو.